# BRM・P230
BRM・P230 は、ブリティッシュ・レーシング・モータースが製作したフォーミュラ1カー。デザイナーはオーブリー・ウッズ。P230はレースに出場することは無かった。
P230はファーンダウンのCTGレーシングで製作され、最終組み立てはBRMの拠点であるボーンで行われた。完成後はドニントン・パークでニール・ベトリッジによってテストドライブが行われた。ジョン・ジョーダンから資金援助を受け、ジョーダン・BRMとして1979年のF1世界選手権に参戦の予定であったが、資金不足のため参戦は実現しなかった。
P230はアメリカに売却され、Can-Amの規定に適合するよう改造されたが、テストでクラッシュし実戦走行することは無かった。

## 参照
1. ↑  “Grand Prix cars that never raced (work in progress)”.   8w.forix.com. 2016年5月23日閲覧。